# Slag om Manilla (1945)
De Slag om Manilla werd van 3 februari tot 3 maart 1945 uitgevochten tussen Amerikaanse, Filipijnse en Japanse troepen. De slag resulteerde in een vreselijk bloedbad en verwoesting van de stad Manilla. Het was een van de verschrikkelijkste gebeurtenissen onder de stadsgevechten in de Stille Oceaan en maakte een eind aan de driejarige Japanse bezetting van de Filipijnen.

## Achtergrond
Op 9 januari 1945 landde het Amerikaanse 6e Leger onder bevel van luitenant-generaal Walter Krueger in de Golf van Lingayen en rukte snel op richting het zuiden.
Drie weken later op 31 januari 1945 landde het Amerikaanse 8e Leger onder luitenant-generaal Robert L. Eichelberger bestaande uit de 187th en 188th Glider Infantry Regiments, delen van de 11e Luchtlandingsdivisie onopgemerkt bij Nasugbu in het zuiden van Luzon en begon op te rukken naar het noorden richting Manilla. Ondertussen landde op 4 februari per parachute de 11e divisies 511e Regimental Combat Team onder kolonel Orin D. “Hardrock” Haugen bij Tagaytay, ze waren de speerpunt van de noordelijke aanval.
Op 4 februari 1945 begon de massale opmars van de Amerikaanse troepen naar Manilla. Gebruikmakend van inlichtingen van de Filipijnse guerrilla's waren de Amerikanen in staat om intacte bruggen en ondiepe rivieren te vinden om over te steken.

### Japanse verdediging
Toen de Amerikanen van verschillende richtingen naar Manilla oprukten ontving het merendeel van de Japanse troepen eerder orders van generaal Tomoyuki Yamashita zich terug te trekken in de buitenwijken van Manilla. Yamashita had echter het grootste deel van zijn troepen teruggetrokken naar Baguio, waar hij de Filipijnse en Amerikaanse troepen in Noord-Luzon wilde tegenhouden.
In 1942 verklaarde generaal Douglas MacArthur Manilla tot open stad. Hoewel Yamashita dat niet gedaan had in 1945 had hij niet de bedoeling gehad om Manilla te verdedigen, hij dacht dat hij niet een miljoen inwoners van de stad zou kunnen voeden en een groot gebied met brandbare houten gebouwen kon verdedigen. Generaal Yamashita had oorspronkelijk de commandant van de Shimbu Groep, generaal Yokoyama Shizuo, bevolen de stad te evacueren en alle bruggen en andere vitale installaties te vernietigen als de Amerikaanse troepen naderden.
Maar Schout-bij-nacht Iwabuchi Sanji was belast om de stad in handen te houden en hij was vastbesloten Manilla tot de laatste man te verdedigen. Iwabuchi legde de orders van Yamashita naast zich neer en voerde in de stad het bevel over zijn Manilla Marine Verdedigingstroepen, een bonte verzameling van matrozen, mariniers en legertroepen. Ze ontdekten verschillende goede verdedigingsposities, inclusief Intramuros en andere nabijgelegen gebouwen. Na het opblazen van elke afgelegen faciliteit met marginale waarde, zoals bruggen en voetpaden legde Iwabuchi mijnenvelden, prikkeldraad, vergrendelde loopgraven en wrakken van vrachtwagens en bussen om knelpunten en valkuilen te creëren. Hij beval zijn troepen om zich terug te trekken in de defensieve zone.

## De veldslag

### Geïnterneerden in Santo Tomas bevrijd
Op 3 februari 1945 rukten delen van de Amerikaanse 1e Cavaleriedivisie onder generaal-majoor Verne D. Mudge op richting de noordelijke buitenwijken van Manilla en namen een belangrijke brug over de rivier de Tuliahan in. Een eskader van de 8e Cavaleriedivisie onder brigadier-generaal William C. Chase was de eerste eenheid die de stad bereikte en rukte op richting de campus van de University of Santo Tomas, die veranderd was in een interneringskamp voor burgers en de Amerikaanse leger- en marinezusters beter bekend als de “Angels of Bataan”.
Sinds 4 januari 1942 werd het hoofdgebouw van de universiteit gebruikt om burgers gevangen te houden. Van de 4.255 gevangenen, stierven 466 in gevangenschap, drie werden op 15 februari 1942 vermoord nadat ze probeerden te vluchten, slechts een kon in januari 1945 met succes ontsnappen.
Om 21:00 uur crashte een jeep tegen de hoofdpoort waardoor er brand uitbrak. De bestuurder van de jeep, kapitein Manuel Colayco, werd het eerste bekende geallieerde slachtoffer bij de bevrijding van Manilla. Hij en zijn compagnon luitenant Diosdado Guytingco waren ingedeeld bij de Amerikaanse Eerste Cavalerie. Beiden waren ongewapend. Colayco stierf zeven dagen later in een veldhospitaal. Gelijktijdig ramde een M4 Sherman tank van het 44e tankbataljon genaamd “Battlin Basic” de universiteitsmuren, terwijl vier andere tanks door de Calle España doorbraken. Amerikaanse troepen en Filipijnse guerrilla's volgden meteen, na een korte schermutseling werden de meeste van de geïnterneerden bevrijd.
De Japanners onder bevel van luitenant-kolonel Toshio Hayashi dreven de overgebleven geïnterneerden samen in de Education Building als gijzelaars. De volgende dag op 4 februari onderhandelden ze met de Amerikanen om ze toe te staan zich aan te sluiten bij de Japanse troepen in het zuiden van de stad. De Filipijnse en Amerikanen gingen akkoord, maar de Japanners mochten alleen hun geweren, pistolen en zwaarden dragen. De volgende dag stuitte een patrouille van de 37e Infanteriedivisie en de 31e Infanteriedivisie op meer dan 1.000 krijgsgevangenen, de meeste waren de verdedigers van Bataan en Corregidor die vastgehouden werden in de Bilibid-gevangenis die door de Japanners was verlaten.
In de morgen van 5 februari werden 47 Japanners uit de universiteit geleid naar de door hun verlangde plek. Elke groep groette elkaar en ze vertrokken. De Japanners wisten niet dat het gebied waar ze om verzochten vlak bij het door de Amerikanen bezette Malacañang Palace lag en spoedig werden ze onder vuur genomen en verschillende Japanners inclusief Hayashi werden gedood. Later in de middag keerden de overlevenden van dezelfde groep terug naar Santo Tomas en werden daar krijgsgevangen genomen.
In totaal werden 5.785 gevangenen bevrijd: 3.000 Filipino's, 2.870 Amerikanen, 745 Britten, 100 Australiërs, 61 Canadezen, 50 Nederlanders, 25 Polen, 7 Fransen, 2 Egyptenaren, 2 Spanjaarden, een Zwitser, een Duitser en een Slowaak.

### Omsingeling en massamoord
Eerder op 4 februari 1945 had generaal MacArthur de aankomende herovering van de hoofdstad aangekondigd, terwijl zijn staf een overwinningsparade plande. Maar de Slag om Manilla was nauwelijks begonnen. Bijna meteen rapporteerde de 1e Cavaleriedivisie in het noorden en de 11e Luchtlandingsdivisie in het zuiden verstijving van de Japanse tegenstand tegen verdere voortgang in de stad.
Na de eerste Amerikaanse doorbraak op 4 februari waren er voor bijna een hele maand gevechten in de stad. De gevechten mondden snel uit in bittere straatgevechten en huis-tot-huisgevechten. In het noorden ging generaal Griswold door om elementen van de XIV Corps ten zuiden van de Santo Tomas University te laten oprukken richting de rivier de Pasig. Laat in de middag van 4 februari beval hij het 2nd Squadron, 5th Cavalry om de Quezon Bridge in te nemen, dat was de enige brug die over de rivier Pasig lag die de Japanners niet hadden vernietigd. Toen het squadron de brug naderde nam de vijand hen vanaf een wegversperring op de Quezon Boulevard onder vuur, waardoor de cavalerie werd gedwongen zijn opmars te staken en zich bij het vallen de avond terug te trekken. Toen de Amerikanen en de Filipino's zich terugtrokken bliezen de Japanners de brug op.
Op 5 februari begon de 37e Infanteriedivisie Manilla binnen te trekken en Griswold verdeelde het noordelijke deel van Manilla in twee sectoren, de 37e Infanteriedivisie werd verantwoordelijk voor het westelijk deel en de 1e Cavaleriedivisie voor het oostelijk deel. In de middag van 8 februari had de 37e Infanteriedivisie hun sector grotendeels van Japanners gezuiverd, maar de schade voornamelijk aan de woonwijken was groot. De Japanners droegen bij aan de vernietiging door gebouwen en militaire installaties op te blazen als ze terugtrokken.
De meest bittere strijd voor Manilla die het zwaarst was voor de 37th Divison was om Isla de Provisor te veroveren, een klein industrieel centrum in de rivier de Pasig. Het Japanse garnizoen, waarschijnlijk minder dan een bataljon was in staat de infanteriemannen van Beightler tot 11 februari aan zich te binden.
Mudge's 1e Cavaleriedivisie ondervond echter weinig tegenstand bij de verovering van de buitenwijken in het oosten van Manilla. Hoewel de 7th en 8th Cavalry Regiment hevige gevechten leverden om twee waterinstallaties in het noorden van de stad had de cavalerie hun controle ten zuiden van de rivier uitgebreid. In de nacht vestigde de XIV Corps voor de eerste keer aparte bruggenhoofden op beide oevers van de rivier de Pasig.
De laatste aanval op de Japanse verdediging werd uitgevoerd door de 11e Infanteriedivisie, die sinds 10 februari onder controle stond van de XIV Corps. De divisie was op 4 februari tegengehouden bij het vliegveld Nichols Field en was sindsdien in hevige gevechten verwikkeld met Japanse marine-eenheden, ondersteund door zwaar artillerievuur. Het vliegveld viel de volgende dag in handen van para-eenheden, hierdoor was generaal-majoor Swing in staat om op 12 februari de Amerikaanse omsingeling van Manilla te voltooien.
In een poging om zowel de stad als haar burgers te beschermen had MacArthur strikte beperkingen gelegd op de Amerikaanse artillerie- en luchtsteun. Echter, massale verwoesting van het stedelijk gebied kon niet worden voorkomen. De matrozen, mariniers en legerversterkingen van Iwabuchi, die aanvankelijk succes boekten tegen de Amerikaanse infanterie die bewapend was met vlammenwerpers, granaten en bazooka's. Gebouw na gebouw werd door tanks, tankjagers, houwitsers onder vuur werd genomen, waardoor de Japanners en de omgesloten burgers in de gebouwen om het leven kwamen.
Onderworpen aan onophoudelijke bombardementen en tegenover een zekere dood of gevangenschap botvierden de belegerde Japanse troepen hun woede en frustratie op de burgers en pleegden hiermee ernstige daden van wreedheid, die later bekend kwamen te staan als het Bloedbad van Manilla. Gewelddadige verminkingen, verkrachtingen en moordpartijen op de bevolking gingen gepaard met de strijd om de stad, die vrijwel in puin lag.

### Intramuros verwoest
De gevechten voor Intramuros waar Iwabuchi 4.000 burgers gijzelde vonden plaats tussen 23 februari en 28 februari 1945. Na de Japanse troepen reeds gedecimeerd te hebben met bombardementen gebruikten de Amerikanen artillerie om te proberen de Japanse verdedigers uit te roeien. De eeuwenoude stenen bastions, ondergrondse bouwwerken, de Santa Lucia Barracks, Fort Santiago en dorpen binnen de stadsmuren voorzagen echter in een uitstekende dekking. Minder dan 3.000 burgers ontsnapten aan de aanval, vooral vrouwen en kinderen die op 23 februari werden vrijgelaten. De soldaten en matrozen van Noguchi vermoordden 1.000 mannen en vrouwen, terwijl de andere gijzelaars omkwamen tijdens de Amerikaanse bombardementen.
Het laatste Japanse verdedigingsbolwerk bij het Finance Building dat reeds in puin was geschoten werd op 3 maart onder vuur genomen door zware artillerie.

## Afloop
De rest van de maand waren de Amerikanen en de Filipijnse guerrilla's bezig met het opruimen van de laatste verzetshaarden. Met de opruiming van de Intramuros op 4 maart 1945 was Manilla officieel bevrijd, maar grote delen van de stad lagen in puin. De slag kostte 1.010 Amerikaanse soldaten het leven en er raakten 5.565 Amerikaanse soldaten gewond. Er werd geschat dat 100.000 Filipijnse burgers omkwamen, door zowel de Japanners als de Amerikaanse bombardementen. Ongeveer 12.000 Japanse soldaten, voornamelijk matrozen van de Japanse Manilla-verdedigingseenheid, kwamen om.